# George Mehnert
George Mehnert (n. 3 noiembrie 1881, Newark, New Jersey, SUA – d. 8 iulie 1948, Newark, New Jersey, SUA) a fost un luptător ce a reprezentat Statele Unite ale Americii, medaliat olimpic. A participat la 2 ediții ale Jocurilor Olimpice (1904, 1908) în care a câștigat două medalii de aur.